# 白井新太郎
白井 新太郎（しらい しんたろう、1862年12月13日（文久2年10月22日） - 1932年（昭和7年）12月10日）は、日本の実業家、政治家。号は如海。

## 生涯
会津若松城下で家禄500石の上級藩士である白井家の長男として生まれる。父の五郎太夫は林安定とともに藩大砲隊頭を務め、鳥羽・伏見の戦いで討死した。戊辰戦争後に再建された日新館（現会津高校）に学び、上京後は秋月悌次郎門下として勉学を続けた。1884年（明治17年）には東政図（東次郎）の中国赴任に随行。清国改造運動に加わった。一年後には日本へ戻り、井深彦三郎、中野二郎らと同居生活を送った。
中国との貿易に従事し、1891年（明治24年）には東邦協会の設立に関わり、幹事を務める。次いで水野遵の周旋によって台湾へ渡り、児玉源太郎、乃木希典、後藤新平ら日本の台湾統治に関わる要人の知遇を得た。白井は19歳の折に士官学校で経書を講義したことがあり、居合わせた乃木とは面識があった。白井の台湾入りには乃木の推薦もあったと伝わる。台湾総督府に事務嘱託として籍を持ち、また台湾商工公司を設立して後に顧問となり、土匪の説得や食塩専売制度の整備に従事している。
1906年（明治39年）に日本へ戻り、静岡県で電力、鉄道事業に携わる。生糸相場で財を成した実業家小野金六の出資を得て富士水力電気の設立に関わり、専務として経営に参画。駿豆鉄道の社長も務めて財を成し、1917年（大正6年）の第13回総選挙で若松市から当選。白井と次点の柴四朗との票差は1票で、無効とされた柴票の取り扱いを巡って大審院で選挙無効とする判決が下った。白井の所属は新政会である。
1921年（大正10年）には『社会極致論』を著し、大隈重信、後藤新平の序文を得ている。晩年は一社を経営したが1931年（昭和6年）に病を得、翌年没。享年71。
白井は会津会の幹事総代を務め、また稚松会の賛助員であり、郷里に対して多額の援助も行った。

## 白井と林権助
白井と林権助は、旧藩時代の家禄が同じで、またそれぞれの父、祖父が鳥羽・伏見の戦いで討死した藩大砲隊頭という共通点があった。白井は同郷人の集まりの場で林に抱いていた不満を述べたところ、林は激怒した。しかし周囲の者から白井の来歴を聞かされ態度を改めている。秩父宮雍仁親王の妃に決定した松平節子が米国から帰国した際、節子の上陸前に宮内省高官のほか会津松平家当主の松平保男が歓迎に出向いた。これに従ったのが林権助と白井である。

## 親族
妻は盛岡藩家老のち外交官の南部次郎の次女恵子、後妻は湯長谷藩の藩主家当主内藤政潔の叔母、長男（先妻・恵子の私生児、養子）の白井龍一郎（会津会会員）は加波山鉄道社長などを務めた実業家である。龍一郎の妻は子爵山内豊健の姉で幕末の土佐藩主山内容堂の孫にあたる。白井の長女美代子は鳥羽・伏見の戦いにおける幕府軍最高指揮官であった徳川慶喜の孫で、慶喜の四男徳川厚男爵家の当主徳川喜翰に嫁ぐ。四男は日本高周波鋼業元取締役会長を務めた白井震四郎。